# Partido judicial de Puertollano
El partido judicial de Puertollano  es uno de los 31 partidos judiciales en los que se divide la comunidad autónoma de Castilla-La Mancha, siendo el partido judicial n.º 7  de la provincia de Ciudad Real.
El ámbito territorial, que viene regulado por el Real Decreto 529/1983, de 9 de marzo, comprende los municipios de:
Abenójar, Aldea del Rey, Almodóvar del Campo, Argamasilla de Calatrava, Brazatortas, Cabezarados, Cabezarrubias del Puerto, Caracuel de Calatrava, Corral de Calatrava, Fuencaliente, Hinojosas de Calatrava, Mestanza, Los Pozuelos de Calatrava, Puertollano, San Lorenzo de Calatrava, Solana del Pino, Villamayor de Calatrava y Villanueva de San Carlos.